# Église Santa Maria del Monte dei Poveri

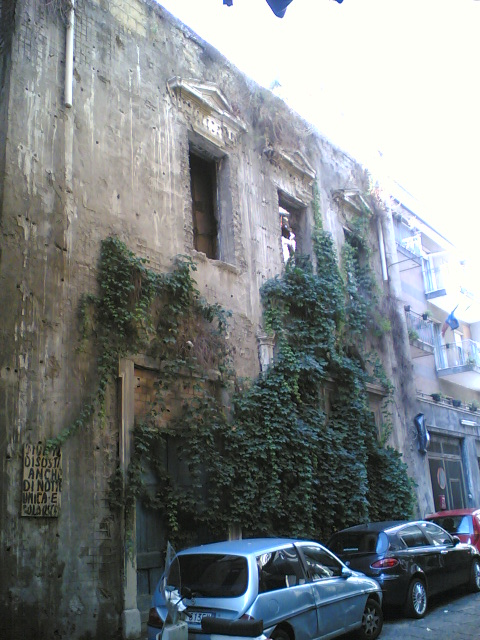
Façade en ruines de l'église (2008).

L'église Santa Maria del Monte dei Poveri (Sainte-Marie-du-Mont-des-Pauvres) est une église désaffectée du centre historique de Naples située via Oronzio Costa.

## Histoire et description
L'église est consacrée en 1843 en même temps qu'est inaugurée l'école de jeunes filles annexe dénommée collège Biancolelle et gérée par la congrégation laïque du Mont-des-Pauvres, après avoir bénéficié d'un héritage de Francesco Biancolella. L'ensemble est bâti à l'emplacement d'un ancien palais acheté en 1840.
L'édifice conçu par l'architecte Capocelli possède un plan à deux étages. Il souffre du tremblement de terre de 1980 et l'église doit fermer. Elle est depuis lors dans un état de total abandon et en ruines. La voûte en berceau menace de s'écrouler complètement et les restes de stucs néo-classiques disparaissent. On remarque sur la façade des vestiges d'un édicule sacré avec des traces de couleur bleue. Il contenait autrefois un buste de marbre représentant une Vierge à l'Enfant du XVIe siècle.

## Source de la traduction
- (it) Cet article est partiellement ou en totalité issu de l’article de Wikipédia en italien intitulé « Chiesa di Santa Maria del Monte dei Poveri » (voir la liste des auteurs).